# Bernd Fabritius
Bernd Fabritius (sinh ngày 14 tháng 5 năm 1965) là một chính khách người Đức của Liên hiệp Xã hội Kitô giáo Bavaria (CSU). Từ năm 2013 đến 2017, ông là Thành viên của Bundestag. Ông đã bị đánh bại trong bầu cử liên bang năm 2017.

## Tuổi thơ và giáo dục
Fabrvian được sinh ra ở Agnita, Quận Sibiu, Romania và là một người  Saxon Transylvanian. Ông rời Romania cộng sản với gia đình năm 1984;  ông đã nói gia đình và những người Đức Romania khác rời Romania với một trái tim nặng trĩu và chỉ do áp lực nhà nước của chế độ cộng sản khi đó. Từ năm 1985, ông học tại Đại học Khoa học Ứng dụng Bavaria cho các vấn đề hành chính và pháp lý (FHVR).  Năm 1996, ông tốt nghiệp ngành luật tại Đại học Ludwig Maximilian của Munich.

## Đời tư
Fabrvian sống trong một kết hợp dân sự với bạn đời của mình; Nó được công khai biết rằng ông là người đồng tính vào năm 2014.